# 南加勒比海岸自治區
南加勒比海岸自治区，前称南大西洋自治区，是尼加拉瓜東部的一個自治區，位於東部大西洋蚊子海岸南部。面積24707平方公里。2005年，人口382100。首府布盧菲爾茲。